# Alberto Nadal
Alberto Nadal Belda, né le 30 janvier 1970 à Madrid, est un homme politique espagnol membre du Parti populaire (PP).

## Vie privée
Alberto Nadal Belda naît le 30 janvier 1970 à Madrid. Il a un frère jumeau, Álvaro. Il est marié avec Eva Valle et père de deux enfants.

## Études et carrière
À l'Institut catholique d'administration et de direction des entreprises (es) (ICADE) de l'université pontificale de Comillas, Alberto Nadal obtient une licence en droit et en sciences économiques et commerciales. Il intègre ensuite la haute fonction publique d'État en réussissant le concours du corps supérieur des techniciens commerciaux et économistes de l'État (TECO). Il le passe en même que son frère jumeau, qui est premier au classement de sortie tandis qu'Alberto obtient la deuxième place.
Sa carrière se déroule principalement au sein du ministère de l'Économie et des Finances. Il occupe plusieurs postes au sein de la direction générale du Trésor et de la Politique financière puis travaille comme conseiller économique de Rodrigo Rato, deuxième vice-président du gouvernement et ministre de l'Économie et des Finances. Il est ensuite directeur général de l'Institut officiel de crédit (ICO), puis secrétaire général du Commerce extérieur, et enfin conseiller économique et commercial de l'ambassade d'Espagne à Washington, DC.
Il rejoint en 2009 la Confederación Española de Organizaciones Empresariales (CEOE) comme directeur adjoint du secrétariat général. Il est promu en 2011 vice-secrétaire général aux Affaires économiques, du travail et internationales.
Il renonce en mars 2012 à intégrer le conseil d'administration de Red Eléctrica de España (REE), officiellement pour ne pas « porter préjudice à l'entreprise ». Il dénonce également des « interprétations » reliant sa nomination au fait que son frère jumeau est alors le directeur du bureau économique du président du gouvernement.

## Parcours politique

### Secrétaire d'État
À la suite de la désignation de Fernando Marti comme président du Conseil de sécurité nucléaire, le ministre de l'Industrie, de l'Énergie et du Tourisme José Manuel Soria choisit Alberto Nadal pour le remplacer comme secrétaire d'État à l'Énergie. En dépit des réticences du président de la CEOE Juan Rosell, Alberto Nadal accepte et est nommé à ce poste par le Conseil des ministres du gouvernement Rajoy I le 28 décembre 2012.
Dans le cadre de la formation du gouvernement Rajoy II en novembre 2016, les jumeaux Nadal sont tous deux pressentis pour devenir ministres d'après El Independiente, mais seul Álvaro est choisi. Envisagé au ministère de l'Industrie ou de l'Emploi, il est désigné au nouveau poste de ministre de l'Énergie, du Tourisme et du Numérique, que visait son frère. Selon l'agence EFE, Alberto Nadal est cependant rapidement pressenti pour devenir secrétaire d'État au Budget et aux Dépenses au ministère des Finances. Cette nomination intervient le 11 novembre en Conseil des ministres, sur recommandation du ministre Cristóbal Montoro. Selon El País, Alberto — ainsi qu'Álvaro — fait partie des potentiels candidats au ministère de l'Économie en 2018 dans le cadre du départ de Luis de Guindos mais c'est finalement Román Escolano qui est désigné.
En conséquence du renversement de Mariano Rajoy par Pedro Sánchez en juin 2018, il est relevé de ses fonctions par la nouvelle ministre des Finances María Jesús Montero.

### Direction du Parti populaire
Ayant demandé à réintégrer l'administration, Alberto Nadal est affecté à l'équipe de revue de la dépense publique de l'Autorité indépendante de responsabilité fiscale (es) (AIReF). Soutien de Soraya Sáenz de Santamaría lors du XIXe congrès du Parti populaire, qui se tient en juillet 2018, il est nommé par le vainqueur et nouveau président du PP Pablo Casado secrétaire à l'Économie et à l'Emploi au sein de l'équipe de direction.
Il quitte aussitôt l'AIReF pour se concentrer sur ses missions au siège du parti, rue de Gênes à Madrid. En janvier 2019, il sollicite sa réintégration dans la fonction publique et présente sa candidature pour un poste au bureau commercial de l'ambassade d'Espagne à Washington, DC, en assurant que cette décision n'a « rien à voir » avec les propositions de Pablo Casado en matière économique. Il n'est cependant pas retenu, alors que son frère jumeau obtient un poste identique à celui qu'il visait à l'ambassade de Londres.
Devenu représentant de l'Espagne auprès de la Banque interaméricaine de développement, Alberto Nadal revient en politique en juillet 2025. À la demande du président du Parti populaire Alberto Núñez Feijóo, il intègre le comité de direction en qualité de vice-secrétaire général délégué à l'Économie et au Développement durable. Il prend ainsi la succession de Juan Bravo, désigné vice-secrétaire aux Finances.